# Gamaliel II
Gamaliel II, in italiano: Gamaliele II, noto come Rabban Gamaliel II (scritto anche come Gamliel, ebraico: רבן גמליאל דיבנה) (Gerusalemme, I secolo – Yavne, II secolo), è stato un rabbino ebreo antico, saggio Tanna, vissuto alla fine del I secolo e inizi del II, il primo ad essere nominato Presidente del Sinedrio come Nasi dopo la caduta del Secondo Tempio di Gerusalemme.

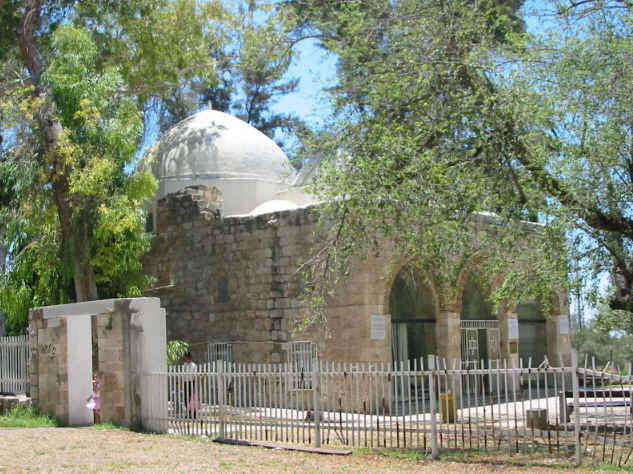
Un'altra immagine della tomba a Yavne

Gamaliel fu nominato circa 10 anni dopo la distruzione, verso l'80 Gamaliel II era figlio di Shimon ben Gamliel, uno degli uomini più importanti di Gerusalemme durante la Prima guerra giudaica contro i romani, e nipote di Gamaliel I. Per distinguerlo da quest'ultimo, viene spesso citato come Gamliel di Yavne.

## Storia
A Yavne, durante l'assedio di Gerusalemme, gli scribi della scuola di Hillel trovarono rifugio su permesso di Vespasiano. Nacque così un nuovo centro giudaico, sotto la guida dell'anziano Jochanan Ben Zakkai, una scuola che eredità l'eredità del sinedrio gerosolimitano. Gamaliel II fu il successore di Johanan ben Zakkai, e diede una grande spinta al rafforzamento e alla riunificazione del Giudaismo, che aveva perso le sue basi con la distruzione del Secondo Tempio e con la perdita della sua autonomia politica. L'azione di Gamaliel pose anche fine allo scisma tra leader spirituali che aveva visto gli scribi dividersi in due scuole, le poi chiamate Hillel e Shammai, e diede forza alla sua autorità in quanto presidente della più importante assemblea giudaica. Quest'ultimo obbiettivo venne perseguito con tenacia e spesso autoritarismo. Fece ciò, come lui stesso disse, non per il suo onore o quello della sua famiglia, ma per non lasciare che le divisioni prevalessero in Israele.
La posizione di Gamaliel fu riconosciuta anche da Roma. Verso la fine del regno di Domiziano (95 d.C. ca.) Gamaliel si recò a Roma in compagnia di alcuni tra i più importanti esponenti della scuola di Javneh, per evitare ulteriori azioni dannose da parte dei romani nei confronti della popolazione ebraica. Molti interessanti particolari di questo viaggio sono giunti fino a noi. L'impressione che Gamaliel e i suoi compagni ebbero di Roma fu quella di una città di enorme potenza, ed essi piansero pensando alla loro Gerusalemme in rovina. A Roma, così come a casa, Gamaliel ebbe l'occasione di difendere il Giudaismo in dispute con i pagani, e anche con i cristiani. C'è addirittura un aneddoto riguardante una causa in cui Gamaliel fu di fronte a un giudice cristiano, ebreo convertito, e in cui egli citò il Vangelo secondo Matteo.

## Opinioni
Rabbu Gamaliel II invitò Simeon ha-Pakoli a redigere una nuova versione dell'Amidah e la rese una lettura obbligatoria per tutti. Essa andava recitata tre volte al giorno. Inoltre, egli spronò Shmuel Hakatan a scrivere un paragrafo aggiuntivo contro gli eretici e le spie.
Gamaliel fu amico di molti non-ebrei, ed era così devoto al suo schiavo Tavi da piangerlo, alla sua morte, come un membro della sua famiglia.
Egli amava inoltre discutere sul senso di passi biblici con altri studiosi e predicava molto bene. Così diceva riguardo al passo 13-18 del Deuteronomio: "Così come tu agisci in maniera misericordiosa, così Dio sarà misericordioso con te." Gamaliel morì prima che l'insurrezione contro Traiano portasse nuovo sconquasso in Israele. Durante il suo funerale, seguendo un uso antico, vennero bruciati beni materiali per settanta mine. Gamaliel stesso aveva disposto che il suo corpo venisse avvolto nel sudario più semplice possibile. Con ciò, egli sperava di evitare le stravaganze al tempo connesse ai riti funebri e così avvenne. Il suo esempio divenne la regola e divenne uso anche commemorarlo nelle formule consolatorie rivolte alle familiari del morto. Il figlio di Gamaliel, Shimon ben Gamaliel II, molto dopo la morte del padre, e dopo le persecuzioni di Adriano, ereditò il suo incarico, che da allora in poi si trasmise da padre in figlio.
La filosofia di Rabbi Gamaliel fu: "Chiunque dimostra pietà verso gli altri, riceverà pietà da Dio; chiunque non lo faccia, non la riceverà."

## Controversie
Gamaliel fu un leader controverso. Scomunicò suo cognato, Eliezer ben Hurcanus. In una disputa circa il calendario, Gamaliel umiliò Rabbi Joshua ben Hananiah e questo condusse a delle rivolte contro il ruolo all'interno del Sinedrio proprio di Gamaliel. Il Sinedrio allora nominò Eleazar ben Azariah nuovo Nasi, ma definì il suo ruolo come Av Bet Din, ovvero l'equivalente di un coreggente, mentre ritornava gli antichi poteri a Gamaliel.